# Al-Zuhri
Mohammed Ibn Abi Bakr al-Zuhri (en árabe: محمد بن أبي بكر الزهري‎; finales de la década de 1130-entre 1154 y 1161) fue un geógrafo andalusí autor del Kitab al-Jaghrafiyya (Libro de Geografía), para cuya redacción pudo usar los escritos de los geógrafos de la época del califa Al-Mamun.